# Eristalopsis
Eristalopsis är ett släkte av tvåvingar. Eristalopsis ingår i familjen svävflugor.
Kladogram enligt Catalogue of Life:
| Eristalopsis | \| \| Eristalopsis byrrhus \| \| \| \| \| \| Eristalopsis robertsi \| \| \| \| \| \| Eristalopsis rubriventris \| \| \| \| |
|              | \| \| Eristalopsis byrrhus \| \| \| \| \| \| Eristalopsis robertsi \| \| \| \| \| \| Eristalopsis rubriventris \| \| \| \| |
|              | Eristalopsis byrrhus |
|              | |
|              | Eristalopsis robertsi |
|              | |
|              | Eristalopsis rubriventris                                                                                                  |
|              | |